# Bous-Waldbredimus
Bous-Waldbredimus (luxemburgisch Bous-Waldbriedemes) ist eine Gemeinde im Großherzogtum Luxemburg, die zum 1. September 2023 aus der Fusion der Gemeinden Bous und Waldbredimus entstanden ist. Sie gehört zum Kanton Remich.

## Zusammensetzung der Gemeinde
Die Gemeinde besteht aus diesen Ortschaften:
| - Assel - Bous - Erpeldingen - Ersingen | - Roedt - Rolling - Trintingen - Waldbredimus |

## Geschichte
Bei der Fusion der Gemeinden Bous und Waldbredimus geht es um die Schaffung von größeren, zukunftsfähigen Gemeinden, die durch die Bündelung von Ressourcen und Stärken besser aufgestellt sein sollen als die bisherigen Kleingemeinden. Der Staat zahlt zudem eine Fusionsprämie. Dabei kamen in Bous Zusammenschlüsse mit Stadtbredimus und Waldbredimus infrage, in Waldbredimus aber auch eine Fusion mit Weiler zum Turm und Dalheim. Bei einer Bürgerabstimmung am 3. April 2022 befürworteten in Bous 57 % und in Waldbredimus 75 % die Fusion ihrer Gemeinden.